# إريك سميث
إريك سميث (بالإنجليزية: Erik Smith)‏ هو منتج أسطوانات وملحن وعازف بيانو بريطاني، ولد في 25 مارس 1931، وتوفي في 4 مايو 2004.

## وصلات خارجية
- إريك سميث على موقع ميوزك برينز (الإنجليزية)
- إريك سميث على موقع أول ميوزيك (الإنجليزية)
- إريك سميث على موقع ديسكوغز (الإنجليزية)